# Chevrolet Sail
El Chevrolet Sail es un automóvil de turismo del Segmento B, derivado originalmente de la mecánica y el diseño del Opel Corsa en su generación B, fabricado inicialmente por la SAIC Wuling en China. A pesar de ya estar en existencia la tercera generación, fue fabricada la primera generación (rediseño) hasta el 2016 en la planta de General Motors en Alvear, Pcia. de Santa Fe para la Argentina solo en la versión sedán 4 puertas, tal vehículo fue descontinuado a finales de 2016. Además la segunda generación es aún fabricada en la planta de GM Colmotores en Bogotá, de esta forma el Sail se comercializa como uno de los automóviles globales de Chevrolet.
Según el mercado se denomina como Chevrolet Sail, Chevrolet Classic o Buick Sail. Se ha producido con una gran variedad de carrocerías que incluyen desde un Hatchback de tres puertas, un sedán de cuatro puertas, un rural de cinco puertas, una pickup y una variante comercial con furgoneta de carga.

## Primera generación

### Historia
En su primera generación el Sail es un Corsa serie B de producción exclusiva para el mercado chino bajo la marca Buick, siendo sus partes mecánicas las mismas de las primeras generaciones del auto europeo, con las consabidas adaptaciones al mercado local. En 2005 adopta un rediseño que lo diferencia estéticamente del original Opel para ser comercializado bajo la marca Chevrolet. Es con este rediseño que se continua produciendo y comercializando en varios países de Hispanoamérica.
En 2009 se aplica un rediseño total hecho para el mercado exterior y como un automóvil global de la GM en sus estudios de diseño en Shanghái. Nada queda en esta edición del anterior con base en el Corsa serie B.
La primera generación del Chevrolet Sail (SGM 7165) no es nada más que un Opel Corsa B, comercializado bajo la marca Buick en diversos mercados aunque inicialmente en China. Las primeras series comenzaron su producción en abril de 2001 y se comercializan desde junio del mismo año. Empleó como carrocerías tanto la Opel de 3 puertas como las brasileñas de 4 (sedán) y 5 (rural); mientras la motorización estuvo limitada a una 1.6 SOHC de 92 CV (91 HP; 68 kW) acoplada a una caja manual de 5 marchas y reversa. En el mes de junio de 2002 se incorpora a la oferta la carrocería tipo furgoneta, derivada de la Opel Combo.[cita requerida]

### Producción
La primera variante, la derivada del Opel Corsa serie B, fue fabricada en las instalaciones de China, Brasil y la Argentina aún hoy día, y en las instalaciones chinas y brasileñas se produce, junto a las colombianas la segunda generación, en el caso de las dos primeras se fabrican en paralelo junto a la primera versión, que en el caso argentino, es complementada con materiales tanto locales como brasileños para su montaje.

### Rediseño

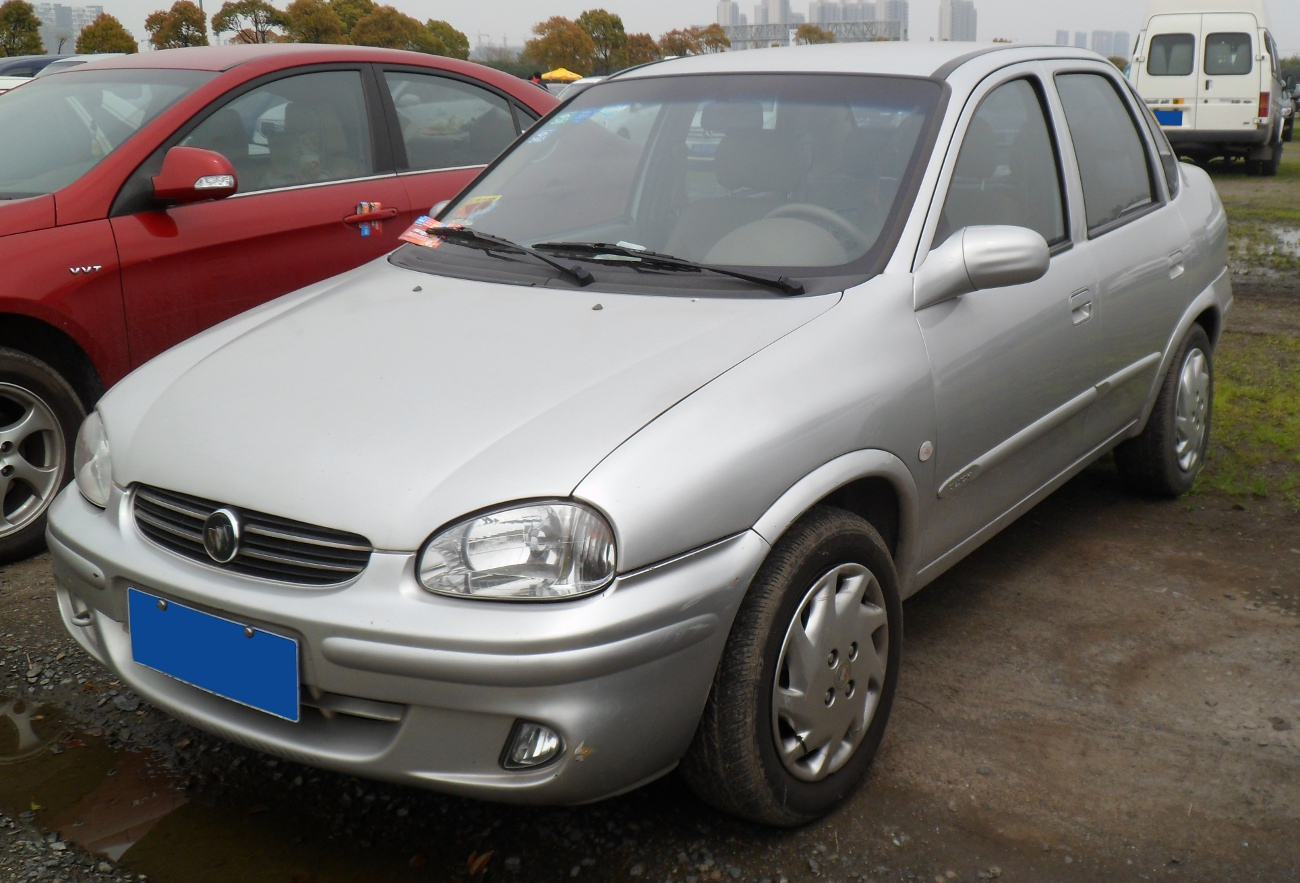
Buick Sail en China

En febrero del 2005 y comenzando la introducción de la marca Chevrolet en China, se redefine la gama de productos por lo que ahora el Sail pasa a comercializado bajo la marca Chevrolet. Adopta un fuerte rediseño del sector frontal (GM4200) adaptado el mismo a la nueva imagen de marca, con parrilla de generosas dimensiones, nuevas ópticas y paragolpes como también capó. El lateral casi no observa variantes solamente en los protectores contra pequeños toques de estacionamiento y luces adicionales de giro. En su parte posterior se modificaron ciertos aspectos como la tapa del maletero, que en las sedanes incorpora la luz de la matrícula y las luces traseras. También se modifican los parachoques, dándole un aspecto más armónico a la nueva línea.
En cuanto a motorizaciones no hubo novedades, a excepción del mercado latinoamericano; en Brasil equipó un motor tipo flexifuel de 1.0 VHC-E LS "Flex Power", en el resto de mercados se sigue produciendo con un bloque 1.4L MPFI, con cajas de velocidades hechas de acuerdo al mercado, el cual puede adoptar incluso una variante de caja automática de 4 marchas.
- Esta edición es la que fue producida en Latinoamérica bajo la denominación Chevrolet Classic. Se comercializan las últimas unidades en Argentina, mientras que hasta el 2016 también lo hacía en Brasil y Uruguay.[2][3]

### Mecánica
4 cilindros en línea de 1.6L MPFI 1598 cm³, 2 válvulas por cilindro (SOHC), MPFI
- Potencia: 92 CV (91 HP; 68 kW) a 5600 rpm
- Par máximo: 127 N·m (94 lb·pie) a 2800 rpm[4]

Chevrolet Classic
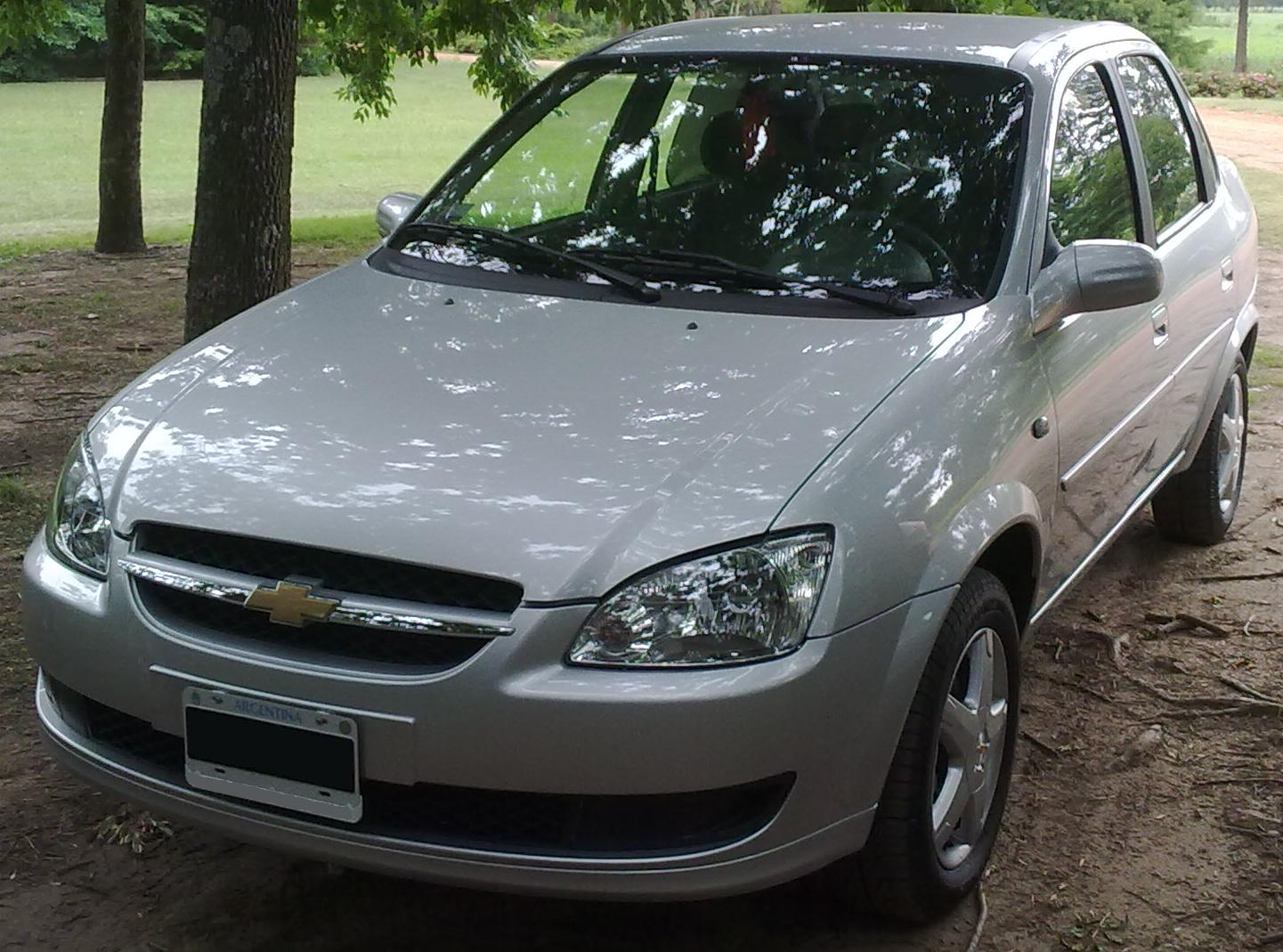
LT2
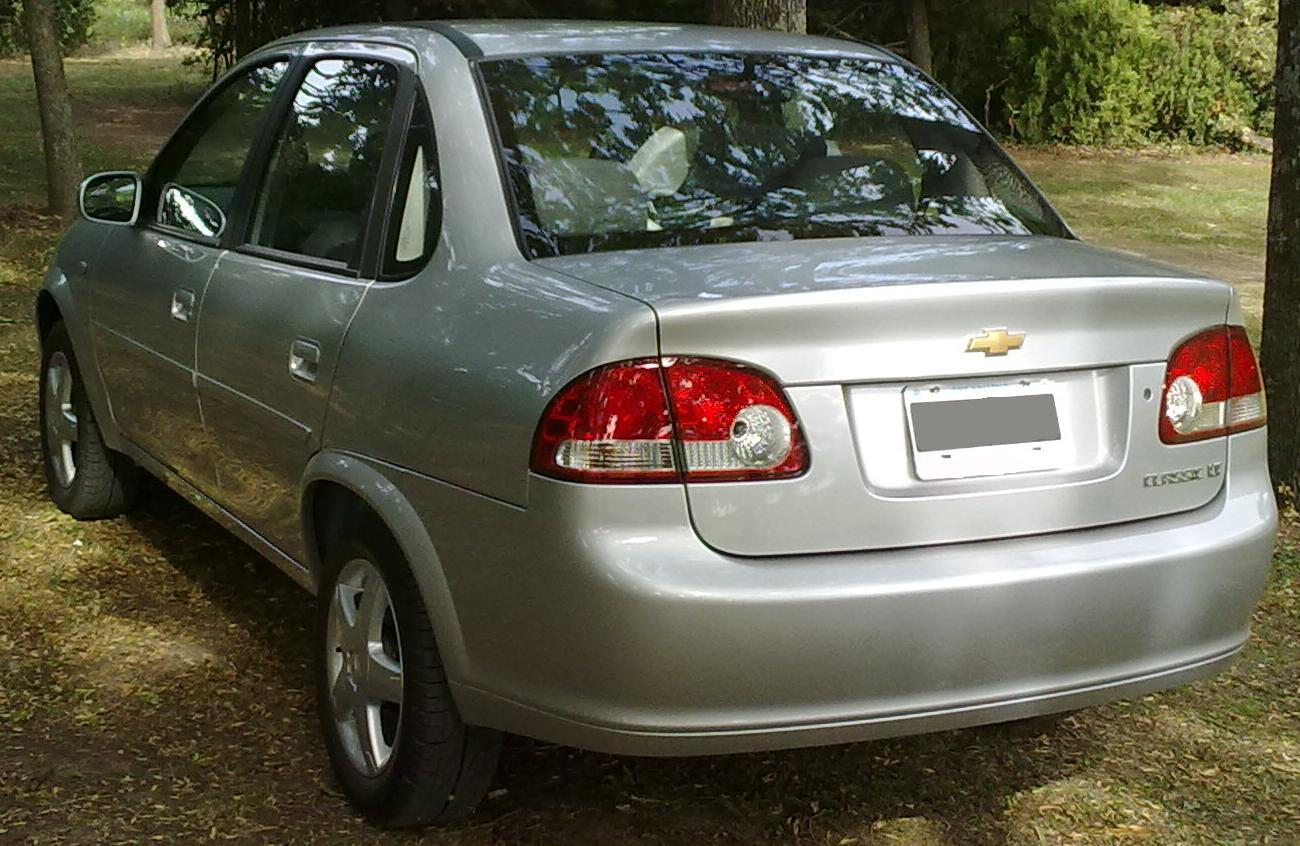
LT
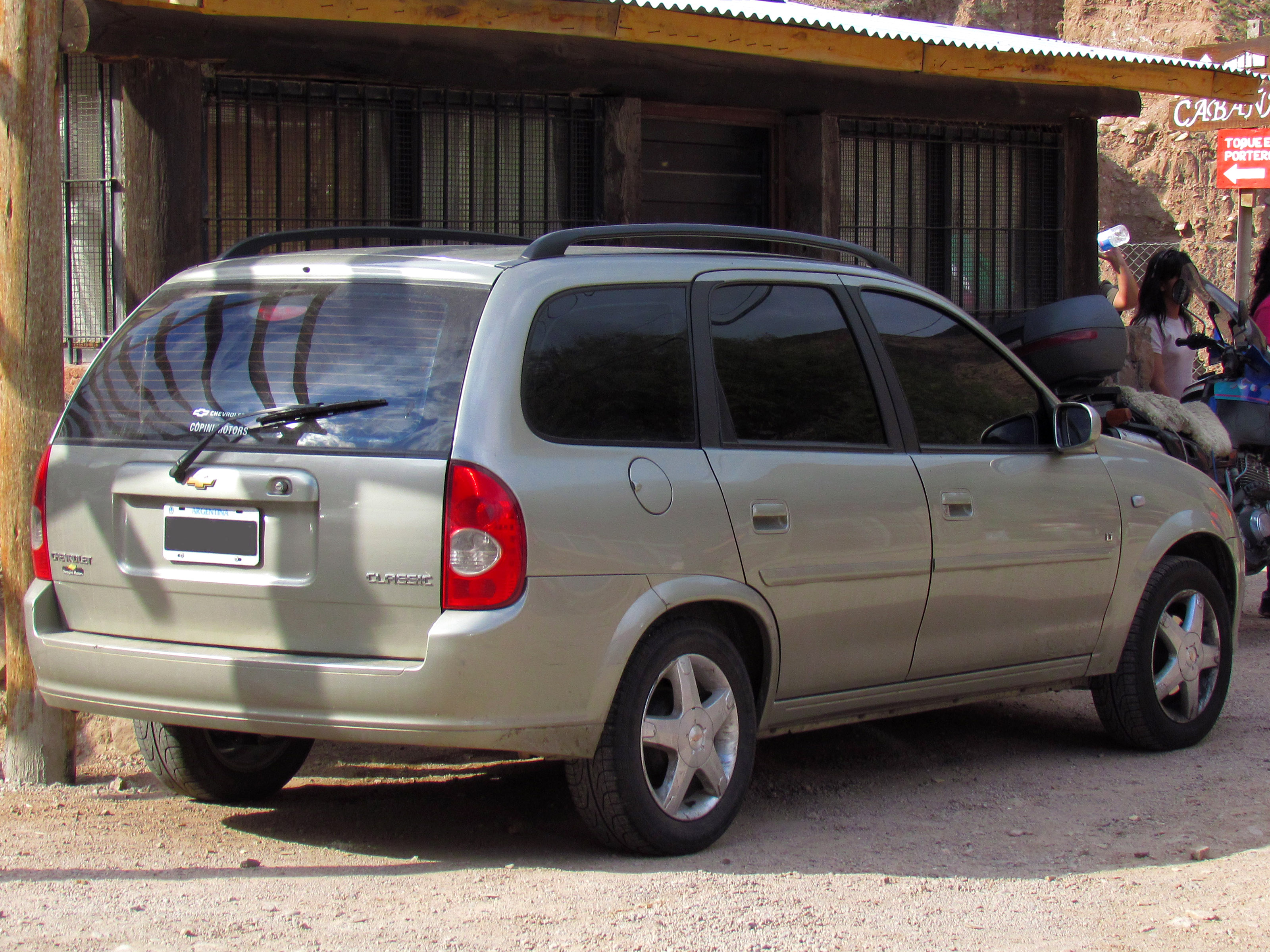
Station wagon LT 1.6 de 2011

## Segunda generación
Este modelo ya es de total manufactura china, siendo un coche global y exportado a diversos paises, entre ellos Chile. Es fabricado para el mercado colombiano  en la planta de GM Colmotores en Colombia y es ensamblado en la planta de GM Ecuador para el mercado local.
Fue el primer vehículo, después de 42 años de historia de la planta colombiana, en ser fabricado casi que totalmente bajo licencia, y el primer vehículo de origen chino en ser fabricado en estas plantas de forma local.

### Carrocerías
Se presenta en dos versiones para América del Sur: hatchback de cinco puertas y sedán de cuatro puertas. Las dos se presentan en versiones LS y LTZ, con los correspondientes equipamientos que diferencian a estas versiones.

### Mecánica
Equipa un motor de 1.4 DOHC 16 válvulas, con una potencia de 102 HP (103 CV; 76 kW) a 6000 rpm y torque de 131 Nm a 4200 rpm.
- Su caja de velocidades puede ser manual de 5 marchas más reversa (versión LS), y manual o automática de cuatro velocidades; dependiendo de la elección del propietario (versión LTZ)[10]

### Seguridad
Su habitáculo es de construcción tipo jaula, con sistemas de seguridad tales como bolsas de aire para conductor y copiloto, además cuenta con zonas de deformación programada y anclajes del tipo Isofix.

### Variantes

#### Edición .CO
Es la versión comercializada por GM Colmotores, en la cual se usan en su construcción (latonería, mecánica y electrónica hasta en un 89%) materiales de producción colombiana, y con la cual se retoma la producción integral de un automóvil 100% colombiano. Se distingue por su tapicería en paño, y grabados del logotipo .co en sus silletas y exteriores.

#### Variante diésel
En la India se produce una variante con motorización con un motor de tipo diésel, dentro de la gama de opciones disponibles actualmente. Dicho propulsor fue desarrollado en asocio de General Motors India con Fiat.

#### Variante eléctrica
En la Autoexposición de Guangzhou del año 2010, la SAIC Wuling presentó una versión eléctrica con los componentes de la carrocería del Sail, con una velocidad tope de hasta 130 km/h, y un alcance de hasta 150 km. Se sabe a su vez que este prototipo cumple las normas sobre coches eléctricos sobre los tópicos de seguridad y sus requerimientos conexos propuestos y establecidos por las normas SAE e ISO. Las fuentes de prensa de la GM en China informaron en su momento que, acorde a las estrategias globales de la GM por preservar el medio ambiente serán vistas ya en el 2013, cuando inicien las pruebas de dicho modelo en las congestionadas calles de Shanghái, donde serán probadas sus características.

### Llamados a revisión
Ha presentado incendios en choque frontal: Los modelos 2013 a 2017 fueron llamados a revisión por General Motors debido a una falla en el cableado de la batería que ante un choque frontal podría producir un incendio en el vehículo
También presenta un fallo en anclaje de bomba de gasolina:

Galería
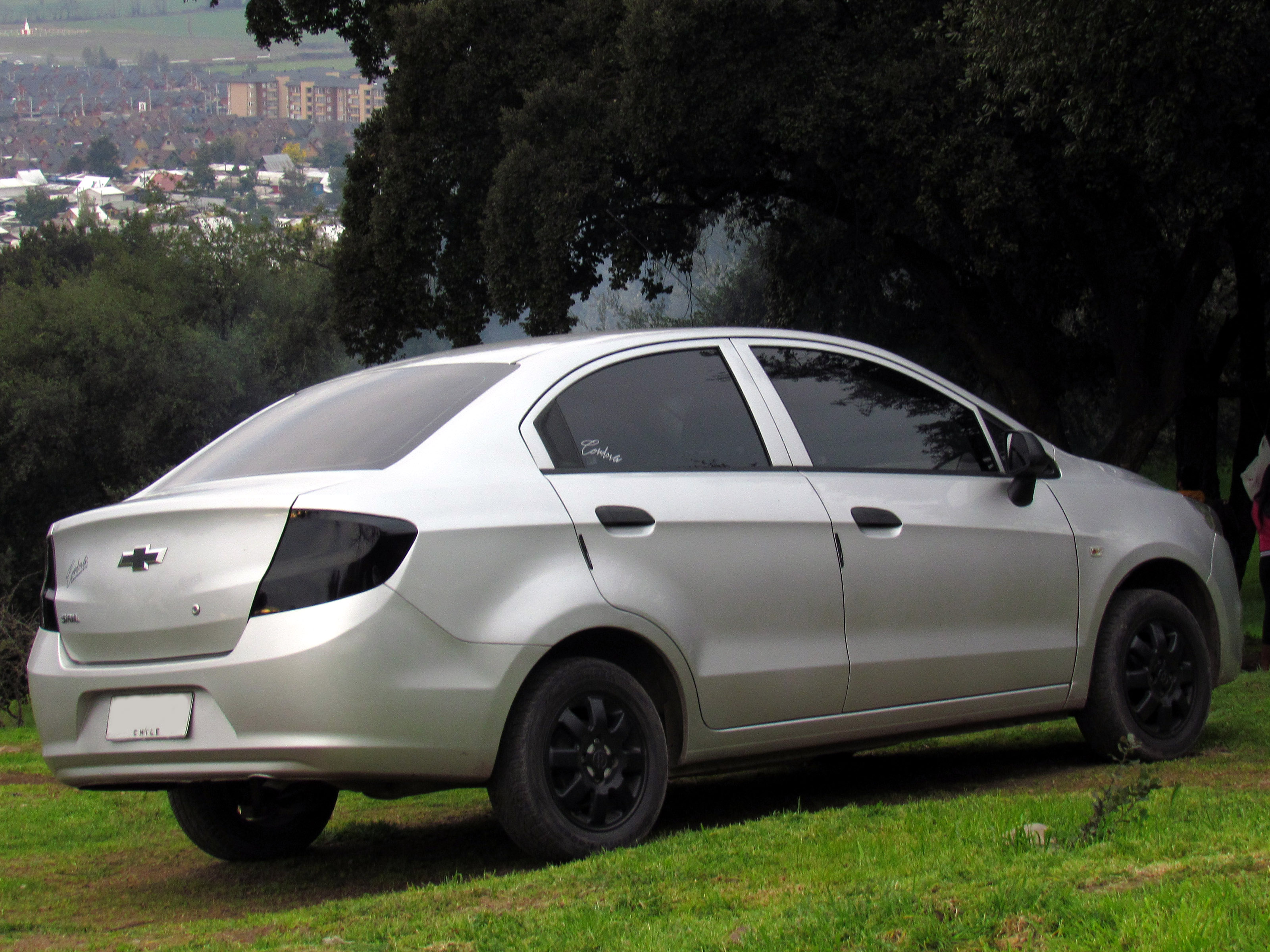
1.4 de 2012
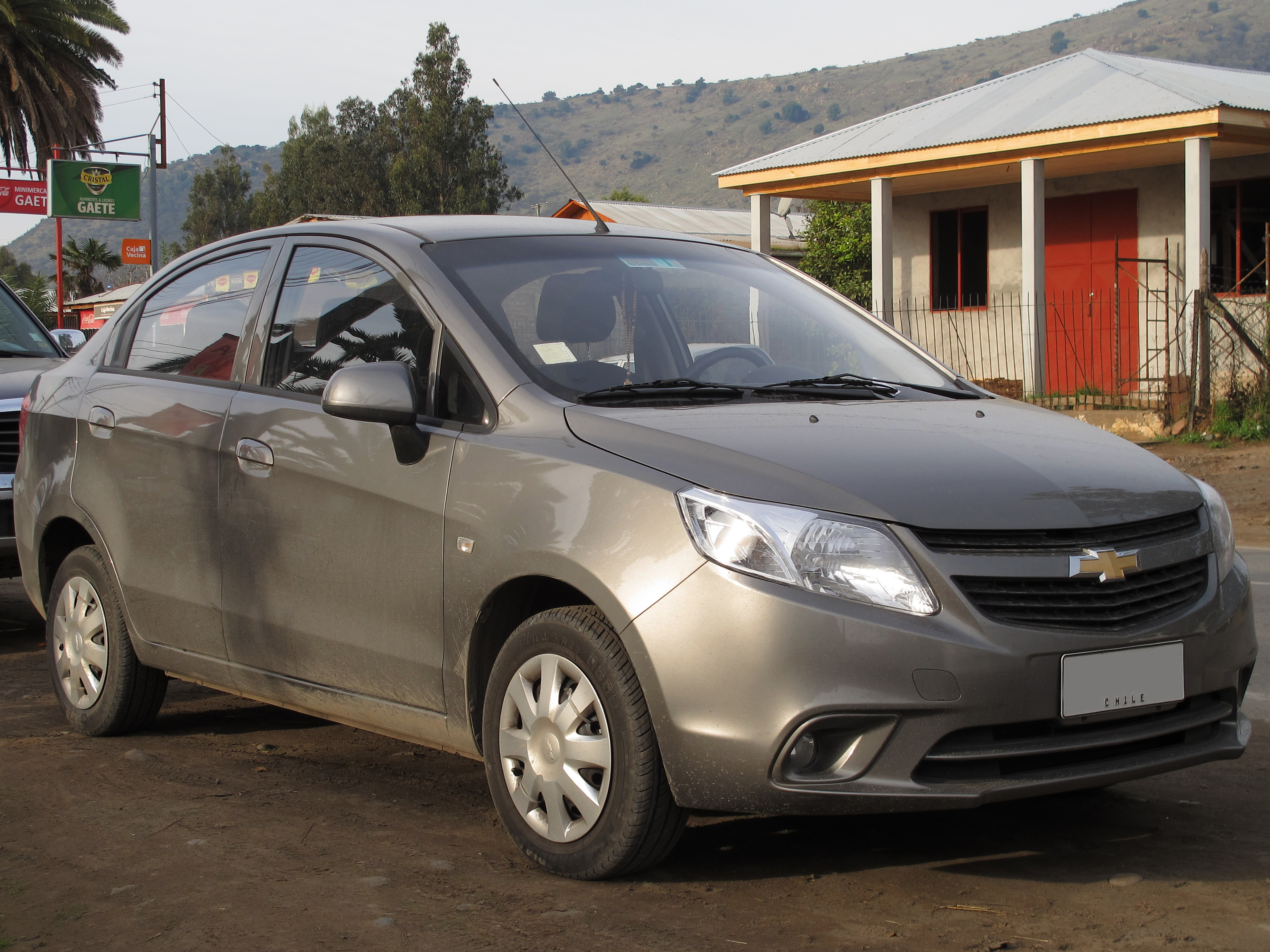
LT
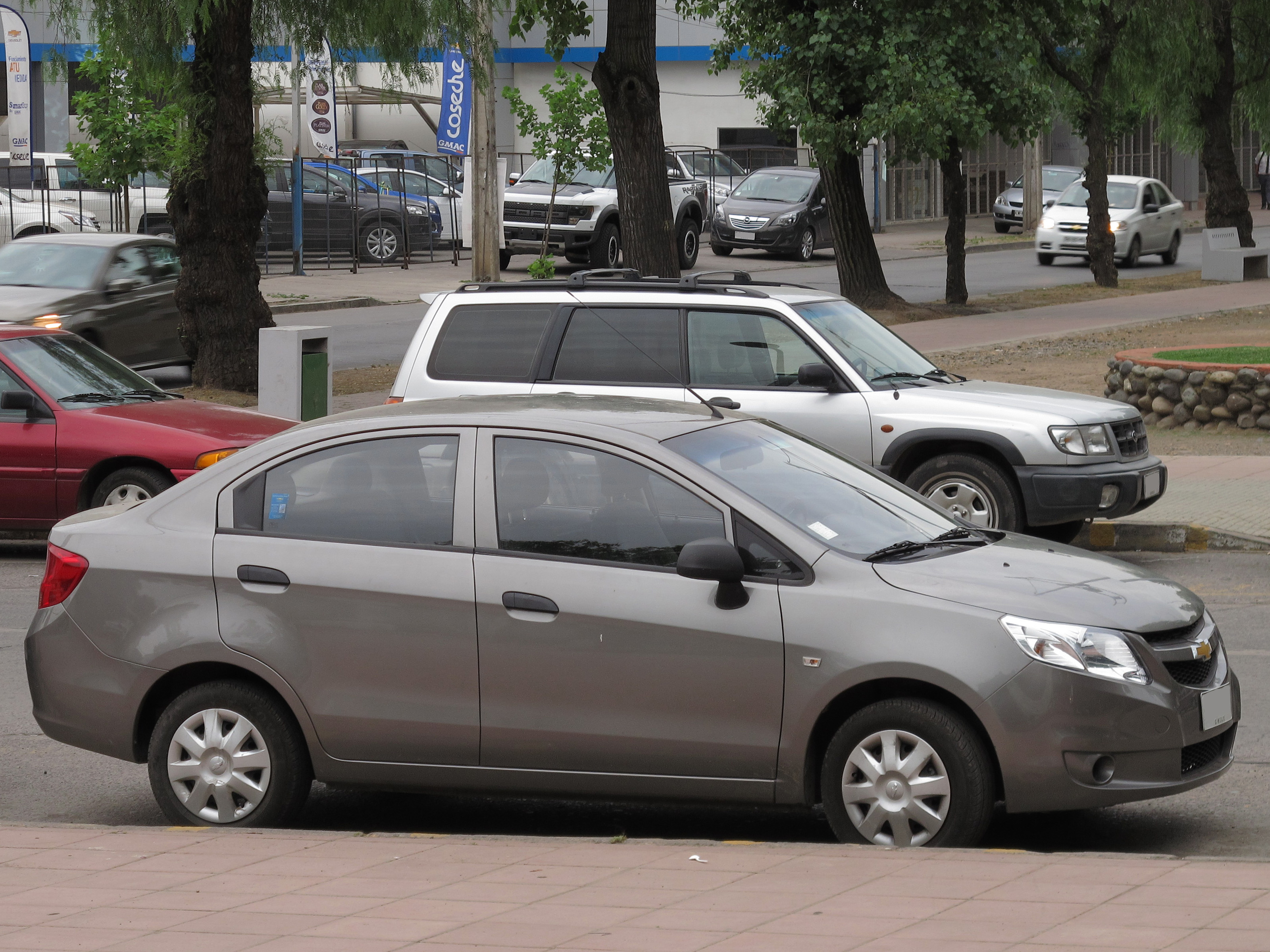
1.4 de 2015
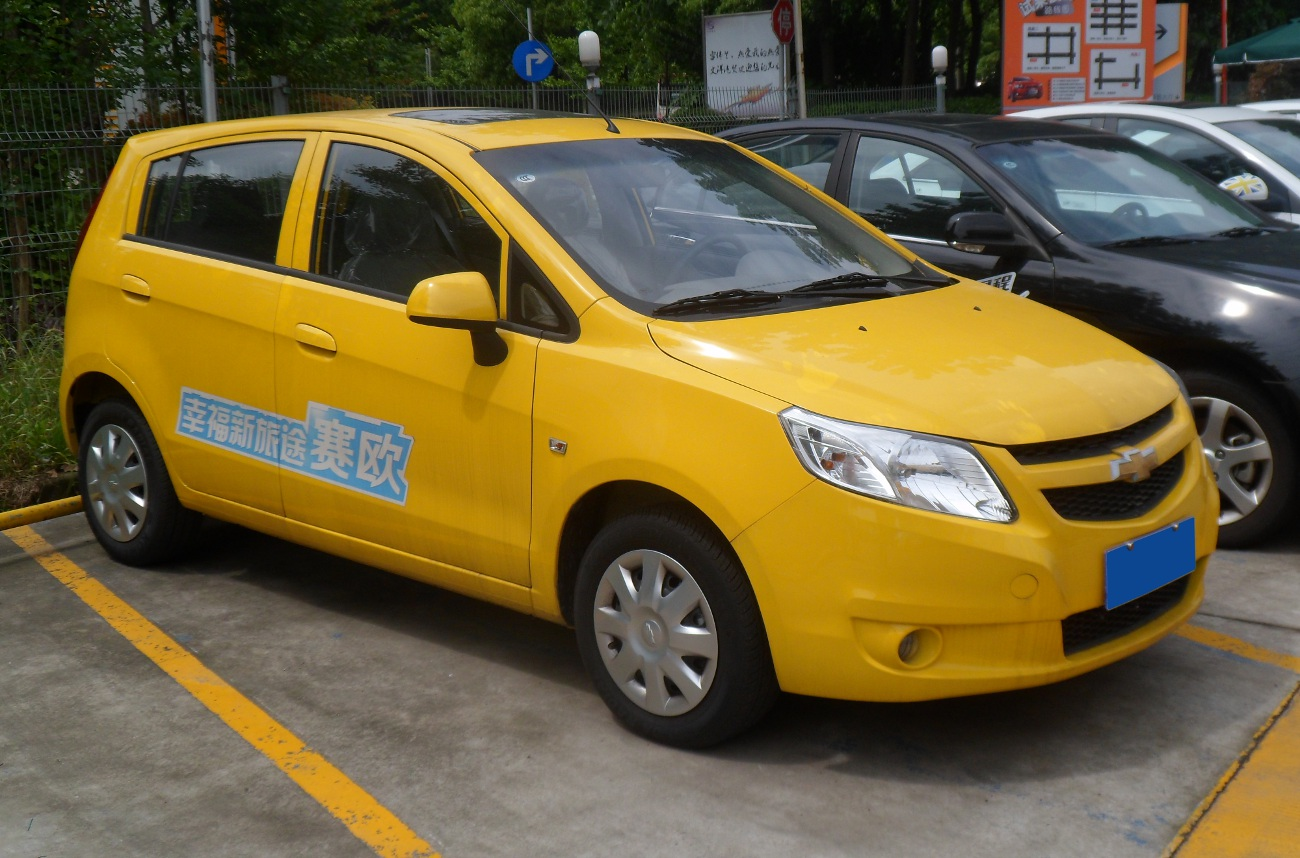
Hatchback en China
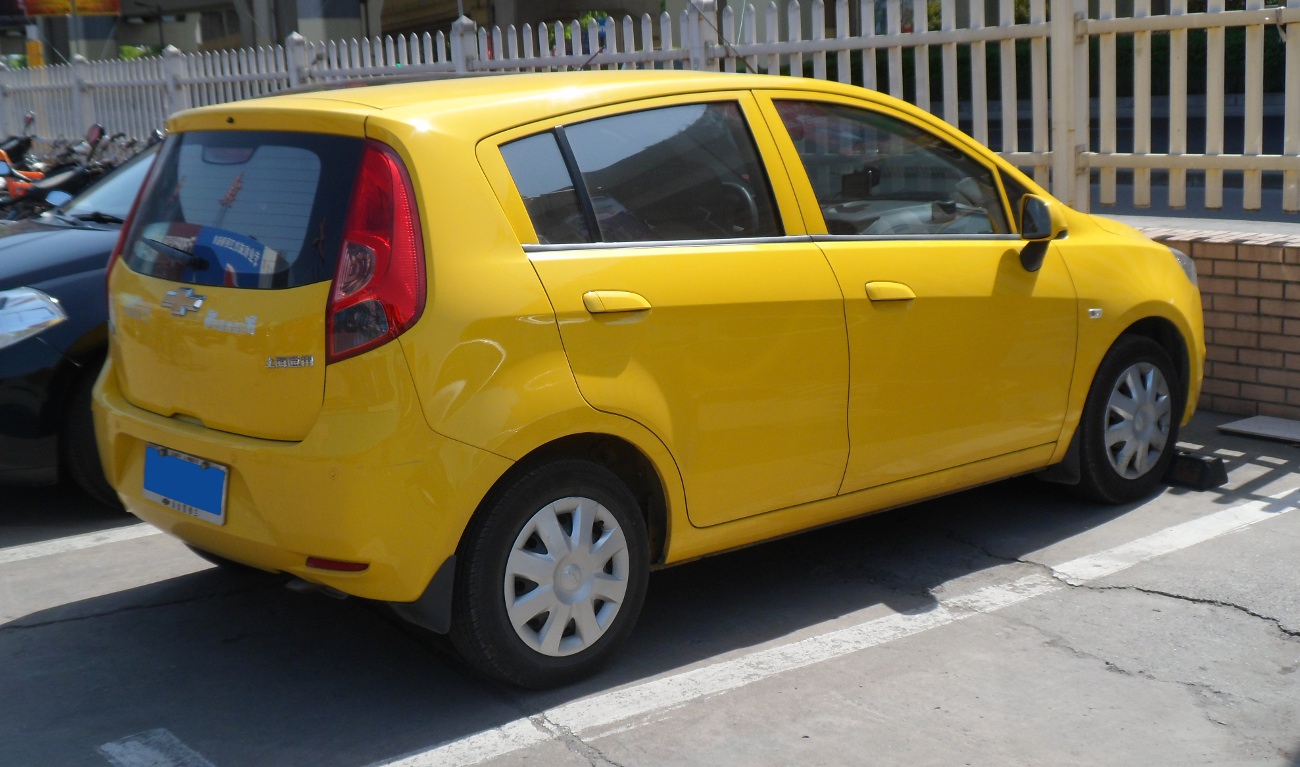
Vista trasera del Hatchback

## Tercera generación
La tercera generación del Sail fue presentada en el 2015 en el Guangzhou Auto Show. Es un cambio no solo estético, sino también en su plataforma que ahora ha aumentado sus dimensiones. Inicialmente se ofrecerá solamente en el mercado chino a pesar de que también fue presentada en la India, México y Chile, ya que recientemente se introdujo un facelift de la segunda generación.
En México a principios de 2018 se presentó llamándose "Nuevo Aveo" para dar paso a su producción y lo que podría ser el reemplazo del Aveo T250.

### Carrocerías
Se presenta inicialmente solamente una versión sedán, de cuatro puertas.

### Mecánica
Presenta dos motorizaciones:
- La primera es un 1399 cc, inyección multipunto y distribución variable, doble árbol de levas y 16 válvulas. Entrega unos 103 cv de potencia a 6000 rpm, y su par máximo de 127 Nm lo alcanza a las 4200rpm.

Esta mecánica se asocia a una transmisión manual de cinco marchas. La velocidad máxima declarada es de 175 km/h, y la aceleración de 0 a 100 km/h es de 12,4 segundos. Chevrolet declara un consumo mixto de 5,3 litros/100 kilómetros.
- La segunda es un 1485 cc, inyección multipunto y distribución variable, doble árbol de levas y 16 válvulas. Entrega 111 cv de potencia a 6000 rpm, y un par máximo de 141 Nm a 4.000 revoluciones.

Va asociada a una transmisión manual de cinco marchas. La velocidad máxima declarada es de 180 km/h, y acelera de 0 a 100 km/h en 11,3 segundos. El consumo promedio es de 5,4 litros cada 100 km.

### Seguridad
Cuenta con frenos ABS y EBD, control de frenado en curvas (CBC), doble airbag frontal, anclajes ISOFIX en todas las versiones. Las versiones más equipadas llevan airbags laterales delanteros, así como control de tracción. En otros mercados a donde se exportará podrá equipar control de estabilidad.

#### Latin NCAP

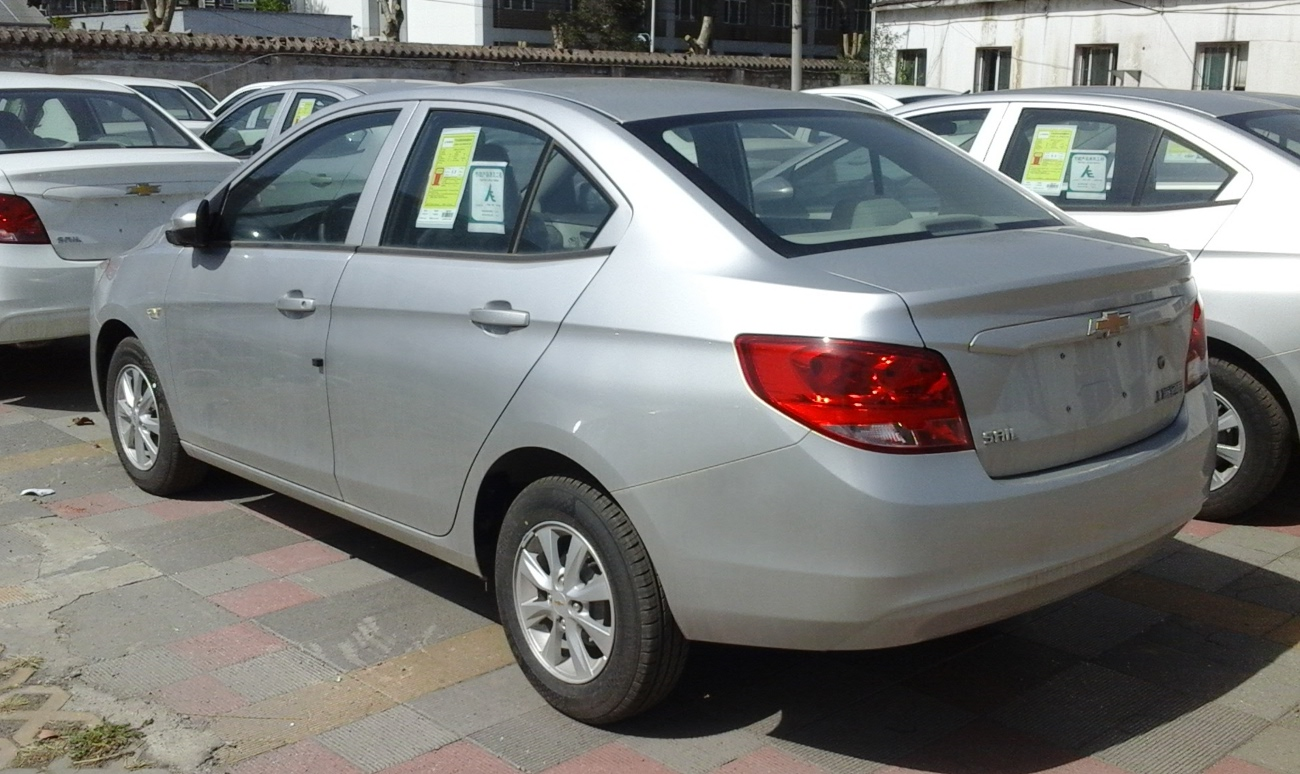
Sail 3 en China

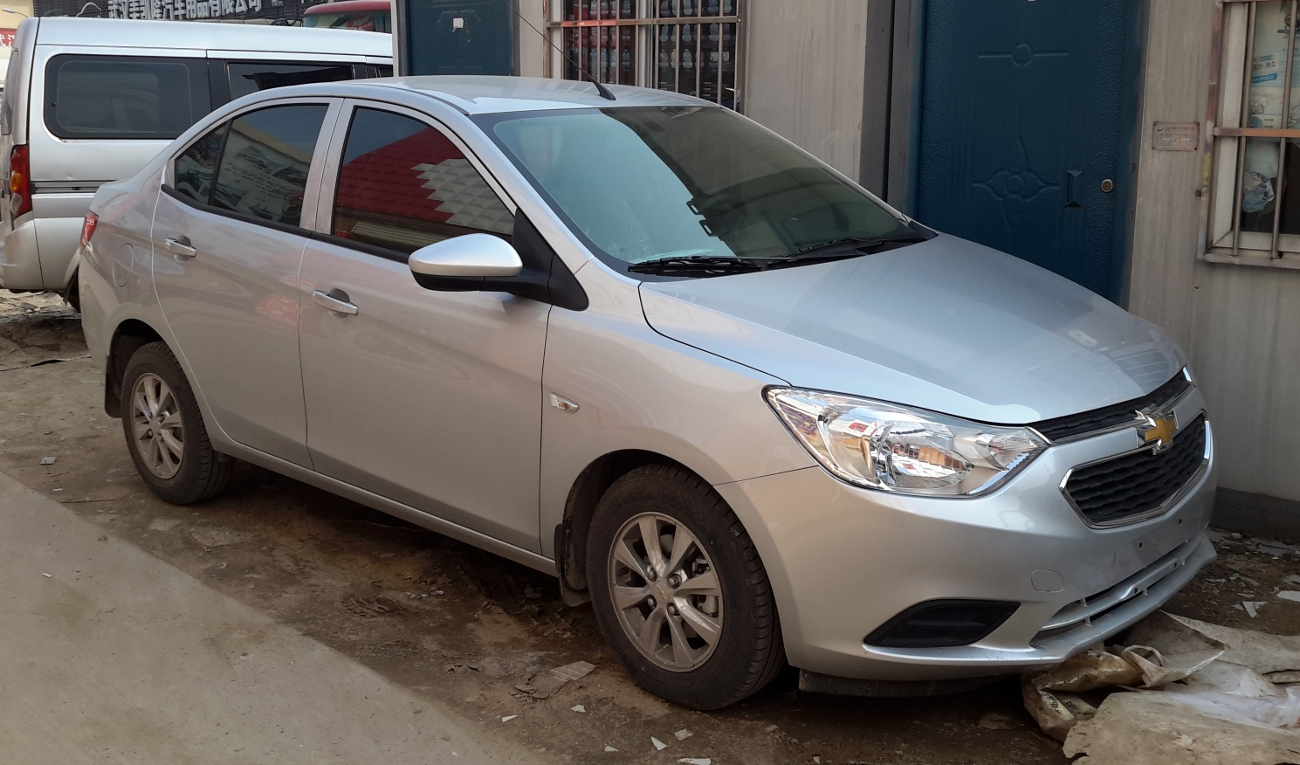
Vista lateral-trasera

El Sail en su versión latinoamericana más básica recibió una calificación de 0 estrellas para adultos y 2 estrellas para niños de Latin NCAP en 2016 (protocolo obsoleto).
Según resultados de pruebas de choque presentados el 4 de diciembre de 2018 (elaboradas siguiendo estándares obsoletos vigentes en 2018 por la Latin NCAP), el Chevrolet Nuevo Aveo que es producido en China (Sail de 3.ª generación según mercado), obtuvo solamente dos estrellas para la protección del ocupante adulto y cuatro para la protección del ocupante infantil. El Nuevo Aveo evaluado poseía dos bolsas de aire (airbags) frontales como equipamiento de serie, permitió ofrecer una protección buena para las cabezas y cuellos de los ocupantes adultos pero una protección débil para el pecho del conductor en el caso de impacto frontal y una protección de nivel marginal a buena en el caso de impacto lateral (incluso esto, careciendo de bolsas de aire laterales). Este modelo ofrece como equipo de serie el "aviso de cinturón de seguridad colocado(SBR)" únicamente para el asiento del conductor, pero no alcanza a cumplir con los requerimientos de Latin NCAP en relación con el volumen audible de la señal de advertencia en algunas de sus versiones. Al ser los SBR fundamentales para mejorar la tasa de uso de los cinturones de seguridad, y los cinturones de seguridad el sistema principal de retención en el vehículo, el desempeño escaso del SBR explica en parte la baja puntuación para la protección de ocupantes adultos.
El modelo evaluado mostró asimetría en la construcción estructural: Se pudo observar que el lado del conductor presentó refuerzos para el choque frontal que no se hallaron del lado del pasajero. La protección de los niños tanto para impacto frontal y lateral fue de justa a buena, lo que en conjunto con anclajes ISOFIX como equipamiento estándar y adecuadamente señalizados, como a su vez haber superado casi todos los Sistemas de Retención Infantil (SRI) en la instalación, lograron que el Nuevo Aveo alcanzara un resultado sólido de cuatro estrellas para protección de niños. Ambos resultados muestran mejoras respecto de la versión anterior del Aveo, cuya producción fue concluida a finales de 2017

## Cuarta Generación
El Nuevo Chevrolet Sail 2024 en carrocerías hatchback y sédan llegara primero a México como el nuevo Chevrolet Aveo 2024 y después al resto del mundo, va a contar con 6 airbags (Una gran mejora en la seguridad), Transmisión CVT y alerta de retroceso.[cita requerida]